# ライドシェア

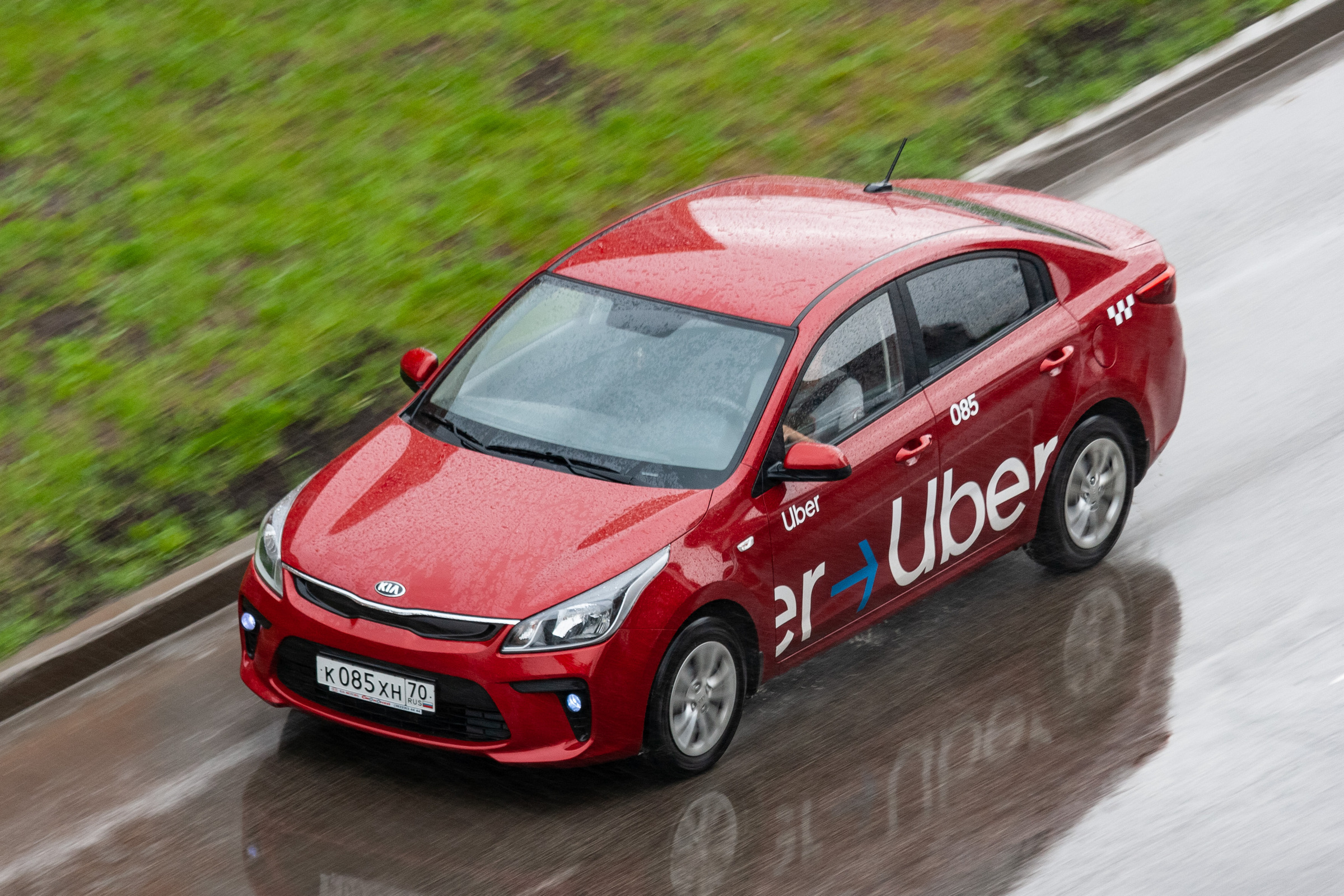
ロシア、トムスクで稼働するUberの車両

ライドシェアリング（英語：Ridesharing）とは、ウェブサイトやモバイルアプリを介し、専用の貸切車両を運転する運転手と乗客をマッチングさせるサービスとなり、タクシーとは異なり、路上から合法的に呼び止めることが出来ない車両である。ライドシェアリングカンパニー、交通ネットワーク会社、ライドヘイリングサービスとも称され、専用の車両はアプリタクシー、eタクシーの名で知られており、日本では「ライドシェア」の名称で知られる。
ライドシェアリングの合法性は国や管轄地域によって異なり、フランス、ドイツ、デンマーク、オランダ、ギリシャ、ブルガリア、ハンガリー、モロッコ、トルコ、ルーマニア、韓国、タイなどの国々ではサービスが行われたものの、各種問題が表面化したことで完全に禁止され、違法なタクシー事業（白タク）とみなされている地域もある。規制には、ドライバーの身元調査、運賃、地域内のドライバー数の上限、保険、免許、最低賃金などの要件が含まれる。

## 名称
ライドシェアリングという名称は、本来は文字通り相乗りを意味する。運転手と乗客のマッチングサービスという意味ではワシントン・ポスト、CNN、BBCニュース、ニューヨーク・タイムズ、AP通信、ロサンゼルス・タイムズなど、多くの国際的なニュースソースで使用されている。ライドシェア・ドライバーズ・ユニオンや、ザ・ライドシェア・ガイなどの労働者で組織された団体も、路上からライドシェア車両を「呼び止める（hailing）」ことが違法であることから、「ライドシェア」という用語を使用している。用法には一貫性がなく、同じ出版物や同じ記事内でも「ライドシェアリング」と「ライドヘイリング」の両方が併記されている。
2015年1月、ニュース業界の文法や単語の使用基準の多くを定める権威であるAP通信スタイルブックは、すべての乗り物が共有されるわけではないため「ライドシェア」はサービスを正確に表現しておらず、「ライドソーシング」は運転手が収入のために乗り物を提供する場合にのみ正確であるとして、これらの企業が提供する配車サービスを表現するために「ライドヘイリング」という用語を正式に採用した。AP通信は、用語として「ライドヘイリング」の使用を推奨する一方、タクシーとは異なり、ライドシェアリング車両は路上で呼び止めることができないものであると指摘している。

## 歴史
相乗り（カープール）は、1973年の石油危機と1979年のエネルギー危機から1970年代半ばに流行した。最初の従業員専用の相乗り（バンプール）は、当時クライスラーと3Mで採用された。
1990年代、相乗りは大学の駐車スペースが限られている大学生の間で人気があった。当時はまだ包括的な技術は開発されていなかったが、相乗りをさらに発展させる可能性の調査が行われている。
ライドシェアリングプログラムは1990年代後半にインターネットに移行し始める。
連邦運輸局による2006年の報告書によれば、翌日（予約）対応は達成されたが、動的なライドマッチングはまだ成功していないと述べられている。
2009年、ウーバーはコンピュータプログラマーでStumbleUponの共同設立者であるガレット・キャンプと、2007年にRed Swooshのスタートアップを1,900万ドルで売却したトラビス・カラニックによって「Ubercab」として設立された。

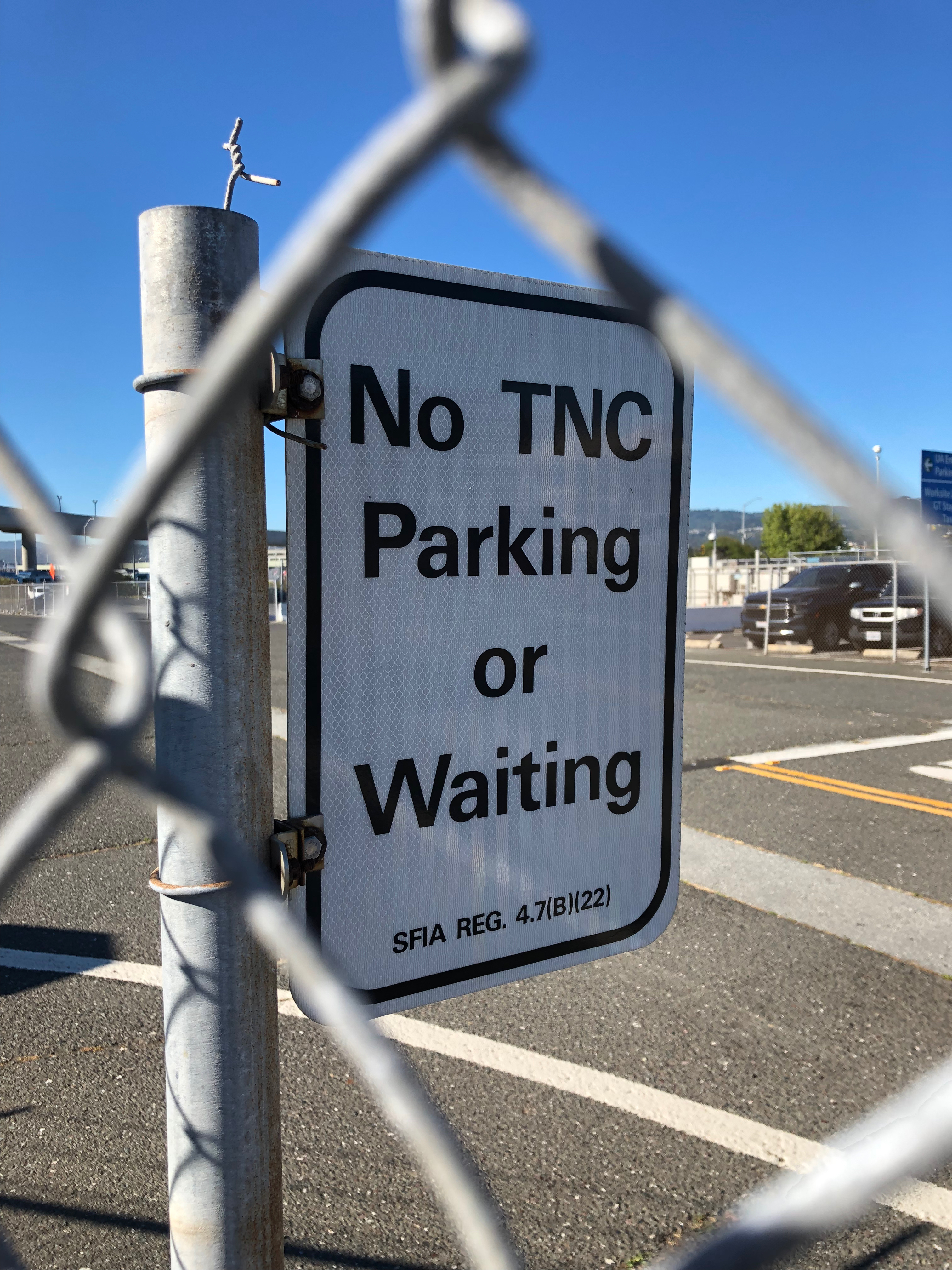
サンフランシスコ国際空港内に掲示されたTNC車輛を規制する標識

2011年、Sidecarがローンチされた。創業者のスーニル・パウルは、2002年にモバイルアプリで乗り物を呼ぶというアイデアで特許を取得している。
Lyftはコンピュータープログラマーのローガン・グリーンと、ジョン・ジマーによって、彼らが2007年に設立した都市間相乗り会社であるZimrideのサービスとして2012年夏に開始された。
Careemは2012年7月に営業を開始した。
ヨーロッパとアフリカで事業展開を行うモビリティ企業Boltは2013年に設立された。
2013年、サンフランシスコ国際空港のようなカリフォルニア州の空港では、ライドシェアリングを行うトランスポート・ネットワーク・カンパニー（TNC）車両が乗客の乗車や降車、及び客待ちのための待機を規制している。これは、TNCはカリフォルニア公益事業委員会によって公益事業として見做され規制されており、法律用語として「Transportation network company, TNC」が使用されていることによる。

## ドライバーの雇用形態と収入
法律で定められない限り、ライドシェアリング会社はドライバーを労働契約法上の従業員としてではなく、個人事業主に分類している。これは課税、労働時間、各種手当、失業手当、残業手当などに影響し訴訟問題となっている。
ドライバーが正規従業員として雇用されなければならない地域には、イギリス（イギリスの最高裁判所で判決が下され制定された Aslam v Uber BV法の後）、スイス、アメリカ・ニュージャージー州、およびオランダが含まれる。カリフォルニア州では2019年に制定されたカリフォルニア州議会法案5号（AB5法案、通称：ギグ・エコノミー規制法）から、カリフォルニア州においてはドライバーを正規従業員として雇用することを義務付けたが、2020年の投票イニシアティブであるカリフォルニア州プロポジション22によって免除された。なお、このキャンペーンにライドシェア企業は数千万ドルを費やしている。
運転手の中には最低賃金を下回る賃金しか得られない者が出たため、いくつかの地域では、運転手に対し最低賃金を保証する法律が制定された。

## タクシーへの影響

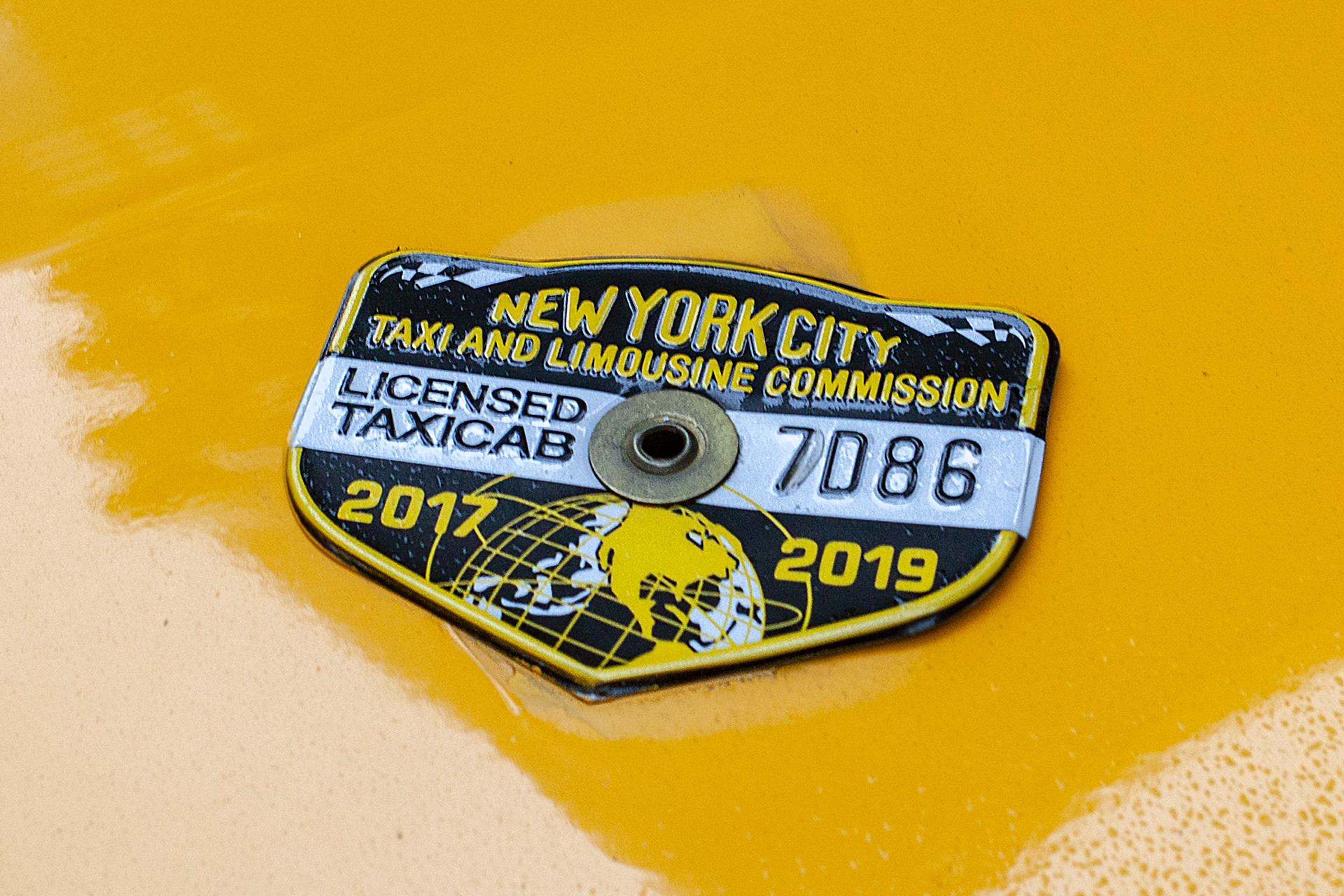
ニューヨークシティタクシーの認可証

アメリカではタクシー運転手が営業することを許可する認可証または免状となるタクシーメダリオン制度があり、この許認可は譲渡可能であるが、価値が著しく下落しており、この認可証を担保に資金を融資していた信用金庫が破綻に見舞われている。タクシー会社は様々な理由でライドシェア会社を提訴しており、この中には、ウーバーの運転手が適切な免許を取得しておらず、適切な認定を受けていないことを知っていたにもかかわらず、違法営業を行っていた疑いも含まれている。ウーバーは取締りを回避するための裏マニュアルを採用し、この結果、法令を遵守しているタクシーやハイヤー事業者や運転手に対し不当な競争上の優位性を有していた。
アメリカではタクシーによるウーバーに対する訴訟においてタクシー側に有利な判決で終わった例はなく、ほとんどの訴訟で和解またはウーバー側を支持する判決を下し、裁判に進んだ唯一のケースではウーバー側を全面的に支持する評決が下されている。
ライドシェアリングプラットフォームはタクシー業界に大きな影響を与える結果となった。しかし、調査によれば、ウーバーによって収入を失ったタクシー運転手がいる一方、ウーバーは破壊した雇用よりも多くの雇用を創出したことが調査から明らかとなっている。また、ウーバーの運転手は従来のタクシー運転手と比較し、乗客を乗せた状態で高い走行距離数を占めていたことも判明している。これは、ウーバーがペアリングアルゴリズム（マッチング）を最適化しているためと考えられている。

## 問題点

### 安全上の問題

#### 性犯罪
ドライバー自身による業務中の犯罪だけでなく、ライドシェアのドライバーを装い、ライドシェア車両に偽装したうえで呼び出されたドライバーを装い、無防備な乗客を車に誘い込む犯罪も発生している。後者はサマンサ・ジョセフソン殺害事件とサミーズ法の導入に繋がっている。ライドシェアリング会社は性的暴行を防止するために必要な措置を講じていないと批判されている。中国やインドでも同様の強姦殺人事件が発生している。
2020年、ウーバーによるアメリカ国内における安全性レポートが公表されており、この中で性犯罪に関し、セクシャルハラスメントなど軽微なものから強姦など深刻なものまでを含む総報告件数は3,824件発生しており、この内強姦事件は141件発生、91%を乗客が占め、7%が運転手であった。性別は女性が81%、男性が15%となっており、男性の被害者数が当初の報告から2倍へと増加している。なお、2017年から2018年のレポートによれば報告件数は5,981件（強姦247件）であり被害は減少している。輸送回数は2019年に14億回を記録しており、2020年にはコロナウイルスの流行により6億5,000万回へと減少したことから強姦の発生割合は全体の0.00002%である。このほか、2020年までの2年間の間に20件の傷害致死事件が発生し、このうち被害者の15名が乗客である。継続的な身元調査から8万人の運転手がプラットフォーム上から削除された。

#### 中国
2018年5月5日、鄭州新鄭国際空港から鄭州駅までの移動に滴滴出行の相乗りサービスである「順風車」を利用した21歳の女性客室乗務員がドライバーから強姦された後に殺害された。女性は乗車後、男性ドライバーからのセクハラ言動に異変を感じたため、スマートフォンアプリ「WeChat」を通じ同僚に異変を伝えていた。その後、連絡が途絶えたため父親が警察に通報し、3日後に遺体となって発見された。下半身には何も身に着けておらず、性的暴行を受けた痕跡が認められたうえ、体中にナイフで切られたとみられる多数の切創が確認された。滴滴は懸賞金を掛けドライバーの情報を求めていたが、事件から8日後の13日、鄭州市内の川で遺体となっている所を発見された。自殺とみられている。また、滴滴ではドライバーによる顧客評価システムがあり、この中で利用した女性の容姿に対する辛辣なコメントが書き込まれており、情報はドライバー間で共有されていた。事件によりこの情報が明るみに出たことで滴滴への大きな批判へと繋がっている。滴滴のサービスは事件後に停止されたものの、「社会に必要である」との認識から1週間後には改善策が示された上で再開された。
8月27日の午後、20歳の女性利用者が友人の誕生日に参加するため順風車サービスを利用。乗車後しばらくしてからWeChatで友人に対し「運転手が山道を通っている。周りに車がなく、少し怖い」と送信、5分後には「助けて、助けて」と送信し行方不明となった。翌早朝、警察によって男性ドライバーの身柄が拘束され捜査が行われた結果、女性は遺体となって発見された。なお、遺体の状態から強姦後に殺害されていたことが判明している。
事件発生以前よりセクハラ関連の報告が多数あがっていたうえ、改善策が示され再開後の僅か3カ月後に発生した2件目となる同様の殺人事件に、ライドシェア廃止論が出るなど中国国民の怒りは頂点に達し、宣伝のため起用されたタレントも軒並みアプリを削除し、「滴滴は3カ月何をしていたのか」とメディアも挙って滴滴を糾弾した。立て続けに発生した殺人事件により滴滴は業績が悪化し、1,800億円の赤字となったことで全従業員の15%にあたる2,000名を解雇した。また、依頼件数が激減し、配車依頼も無くなったことで多くのドライバーが生活に困窮する労働問題にも発展した。

#### 交通事故
報告書では、ウーバー車両が関係した衝突死亡事故は101件発生しており、2019年と2020年の双方で発生したウーバーが関連する自動車事故による死亡率は「全土平均の約半分」であると主張している。
2019年、シカゴ大学ブース・スクール・オブ・ビジネスによる学術調査が行われ、相乗りアプリや配車サービスの人気の高まりと共に自動車事故や死亡者数の増加との相関関係が分析された。2001年から2016年までの米国の大都市における配車サービス導入前後の8四半期を調査し、交通量、交通手段の選択肢、自動車事故の総数を分析し結論に至った。また、アメリカ道路交通安全局（NHTSA）のデータを組み込み、主要都市での事故率や車両総走行距離の比較なども行われた。この調査からライドシェア事業は自動車事故による死亡者数全体の3%増加に貢献しているとされる。2010年の米国の交通事故死者数は32,885人（1949年以来最低レベル）であったが、2016年には37,400人以上に増加しており、これは配車サービスが原因であるとされた。毎年登録車両が増加しているため、死亡者数が年間3%、つまり987人ずつ増加している。特に大都市における自転車や歩行者が巻き込まれる事故での負傷者や死亡者の増加に顕著に表れており、2017年から2018年にかけ、ウーバーの車両は97件の死亡事故に関与し、これらの事故で107名が死亡している。なお、曜日や時間帯問わず事故率は一定であった。この研究結果から経済的損失を定量化し、米国運輸省の生命価値に基づき試算した結果、配車サービスによる損失は100億ドル（約16,5兆円）に上り、これに負傷者数は含まれていない。

#### その他の問題
ライドシェアリングは運転中の携帯電話の使用を奨励または要求しているとして批判されている。いくつかのアプリは、通常、通知を受けてから15秒以内に、ドライバーに携帯電話の画面をタップすることを要求しているが、これは漫然運転につながる可能性があるため、特定地域では違法行為である。
多くの都市では、ライドシェアリング車両が乗客を乗せたり降ろしたりする際に自転車専用レーンを日常的に妨害しており、サイクリストを危険に晒す行為であると批判されている。

### 価格操作の申し立て
米国では、ドライバーは自分たちが要求する運賃を選択することができない。これは、1890年に制定されたシャーマン反トラスト法に違反する取引制限であると訴訟で主張された。これに対し、運営側は「乗客とドライバーをマッチングさせ、サービス条件を設定し運賃を徴収するだけである」と主張している。これはカリフォルニア州で提起された訴訟における主題であった。

### 障碍者に対する配慮
ライドシェアリングは、現地の法律に違反し、障害者のためのアクセシビリティに対する対策が不十分であると批判されている。
地域によっては、ハイヤー会社は一定量の車椅子対応バン（WAV；Wheelchair accessible van、福祉車両）を使用することを法律で義務付けているが、大半のドライバーはWAVを所有していないため、法律を遵守することが難しいと指摘されている。
ライドシェアリング会社はドライバーに対し介助動物の輸送を義務付けているが、ドライバーが介助動物の輸送を拒否したことで批判を浴びており、これは米国では障害を持つアメリカ人法違反にあたる。2021年には、盲導犬と一緒に旅行する視覚障害者の乗客が14回にわたって乗車拒否受けたことで、仲裁人が110万ドルの支払いを命じている。

### 特定層への差別問題
ドライバーが特定の人種などからの乗車依頼を受け付けていないとの苦情により、一部のライドシェアリング会社では、乗車依頼で乗客の身元を伏せる措置を取っている。2018年にワシントンD.C.で行われた調査では、ドライバーはアフリカ系アメリカ人やLGBT、ストレート・アライの乗客からの乗車依頼を拒否することが多く、性別では同じ割合であった。なお、黒人乗客のキャンセル率の高さは、金銭的インセンティブが高いピーク時にはいくらか減少している。

### 交通渋滞問題
特に公共交通機関と競合する都市では、ライドシェアは交通渋滞を助長し、公共交通機関の利用を減少させ、自動車の所有に実質的な影響を与えず、自動車依存を増加させるという研究結果がある。
デッド・マイレージは特に不必要な二酸化炭素排出と交通渋滞を引き起こす。2019年9月に発表された研究では、タクシーは乗客の待ち時間と車両の空車走行時間が短く、繁華街での渋滞と汚染への影響が少ないことが明らかとなっている。なお、2018年の報告書でライドシェアリングは公共交通機関を補完する（MaaS）と指摘している。2018年7月に発表された研究では、ウーバーとリフトが多くの交通渋滞を生み出している要因であると指摘された。
2016年3月に発表された研究でロサンゼルスとシアトルでは、ウーバーの乗客占有率はタクシーよりも高かったことで、タクシーから代替することを前提に考慮すれば渋滞を減らすであろうと結論付けている。2010年から2019年のデータを引用した研究では、ウーバーはタクシー乗車に次いで行われており、徒歩、自転車、バスの代替手段となりうるが、ウーバー車両は平均占有率が低いことから渋滞を増加させるとしている。車輛の増加に伴う渋滞が顕著に表れた都市ではライドシェアリングを利用した乗車に対し課税する都市も出てきている。
2017年7月に発表された研究によると、ウーバーによる交通量の増加は、渋滞による時間のロス、大気汚染の増加や交通事故の増加など、サービスによって生み出される経済性や収益を上回る損失を生み出しており、特定の条件下では、ウーバーは利益よりも大きな社会的損失を払う可能性があることを示している。
日本オラクルの初代代表アレン・マイナーは、「アメリカがやらなければならないのは、Uberではなく日本みたいに電車を敷いてバスを敷いて……ということです」と述べている。

## 日本の対応
日本で有償の旅客輸送事業を行うには事業用自動車であること、乗務員には第二種運転免許が道路運送法によって定められているため違法であり、日本政府も全面解禁には慎重姿勢であり意見が割れている。しかし、少子高齢化に伴い「過疎地（特区）」に限定した実証実験が2016年に京都府京丹後市で「ささえ合い交通」として開始され、一年の実験を得て、2017年には北海道中頓別町で「なかとんべつライドシェア」として開始された。タクシー事業者は「最低車両数5台で専用の施設が必要」という営業所の設置要件があるため、5台分の需要を下回る状況では費用負担が重く、京丹後市では地域を担当していた地元のタクシー会社が廃業したため日々の移動が問題となっていた。過疎地におけるライドシェア事業は北海道天塩町、三重県菰野町、兵庫県養父市、愛知県豊明市、鹿児島県与論町、広島県三次市の順に行われている。
自家用自動車での営利目的の運行は基本的に違法であるため、道路運送法78条第2号で定めた自家用有償旅客運送における「公共交通空白地有償運送」の取り扱いに基づき、管理は市町村やNPO法人などが担当し、地元住民が運転手となり、乗務に向けた各種講習を義務付けており、運行範囲は営利に当たらない範囲に限定し、運賃もタクシー上限の概ね1/2を目安に設定している。地域を循環するコミュニティバスを参考にしており、料金はバスよりは高くタクシーよりは安い金額である。

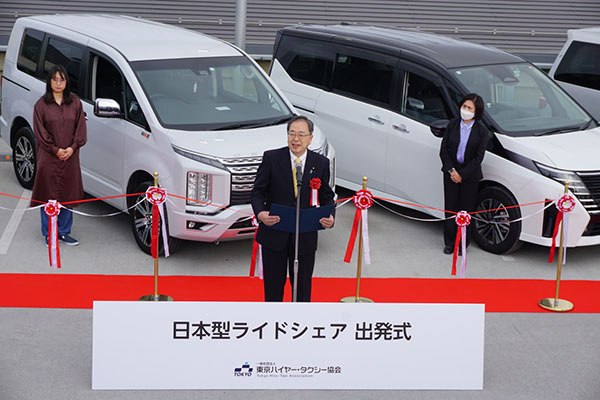
日本版ライドシェア出発式（2024年4月8日）

一方で、国土交通省は2024年3月13日、タクシー台数の供給不足の解消策の一環として、「日本版ライドシェア」として、タクシー事業者の管理の下で地域の自家用車や一般ドライバーによって有償で運送サービスを提供することを可能とする制度（自家用車活用事業）を創設し、4月から東京（23区と武蔵野、三鷹2市）、京浜（横浜、川崎2市など神奈川県4市）、名古屋（名古屋市など愛知県12市3郡）、および京都市域（京都市など京都府8市4郡）の4区域で運行を認めると発表した。
また、2024年4月26日からは「公共ライドシェア」として、タクシー事業者と市町村・NPO等との共同運営（タクシー事業と自家用有償旅客運送との一体的な提供）を可能とする通達が行われ、自治体等が主導して地域の自家用車や一般ドライバーを活用する有償運送の制度が導入されている。
その後も（欧米型の）配車サービス事業者が主体となる形のサービス解禁に向けた検討が進められているが、河野太郎規制改革担当大臣をはじめとした全面解禁に積極的な意見と、斉藤鉄夫国土交通大臣をはじめとした全面解禁に慎重な意見が対立しており、当初2024年6月を目処としていた方向性の提示を先送りすることを決定した。

### 日本版ライドシェア（自家用車活用事業）
上述の通り、2024年4月にタクシーが不足する地域・時間帯において、地域の自家用車や一般ドライバーを活用して輸送サービスを提供する「自家用車活用事業」（通称：日本版ライドシェア）が制度化された。これは、道路運送法第78条第3号の規定に基づき、国土交通大臣の許可を受けたタクシー事業者の管理の下で実施されるもので、ウーバーなどが展開する海外の一般的なライドシェア（CtoC型）とは異なり、タクシー事業者が運行管理やドライバーの教育・労務管理に責任を負うBtoC型（あるいはBtoBtoC型）の形態をとるのが特徴である。
この制度は、タクシーの配車アプリのデータを基に、車両が不足していると認められた地域（交通空白地帯）および時間帯に限定して運行が許可される。これにより、地域の移動手段を確保するとともに、2024年問題に直面するタクシードライバーの労働環境改善にも資することが期待されている。

## 関連文献
- 渡辺昭成「ライドシェアの道路運送法上の問題点」『國士舘法學』第50巻、国士舘大学法学会、2017年12月、139-158頁、CRID 1050282812709055744、ISSN 0286-8911、NAID 120006531448。「科研費研究者番号 : 90329061」